# 沖縄県立豊見城高等学校
沖縄県立豊見城高等学校（おきなわけんりつとみしろこうとうがっこう）は、沖縄県豊見城市にある県立高等学校。
所在地の豊見城市の読みは「とみぐすく」だが、豊見城南高校と同様に校名の読みは「とみしろ」である。
文化祭は「とみ高祭」という。

## 沿革
- 1965年6月24日 - 豊見城高等学校誘致期成会設立
- 1965年9月25日 - 政府立豊見城高等学校設立を中央委員会で認可
- 1966年2月1日 - 初代校長　砂川玄隆、教頭　新垣博　発令
- 1966年2月22日 - 校章制定
- 1966年4月11日 - 事務所を現在地に移転
- 1966年4月 - 琉球政府立豊見城高等学校として開校。普通科、家政科を設置。
- 1966年4月13日 - 開校式・第１回入学式（普通科540名、家政科108名）、PTA設立総会
- 1966年7月20日 - 校旗贈呈並びに樹立式、後援会設立総会
- 1966年8月10日 - 女生徒の制服を制定
- 1967年2月4日 - グラウンド敷地決定、土地購入11,456坪
- 1969年2月22日 - 校歌制定・同発表会　豊見城祭
- 1969年3月1日 - 第１回卒業式（卒業生602名）
- 1969年12月3日 - 図書館竣工
- 1972年5月15日 - 沖縄返還により沖縄県立豊見城高等学校となる。
- 1975年3月 - 甲子園出場（1回戦:習志野3-0、2回戦:日大山形4-2、準々決勝:東海大相模1-2）
- 1976年3月 - 甲子園出場（1回戦:土佐3-4）
- 1976年4月5日 - 体育館竣工
- 1976年8月19日 - 甲子園出場（2回戦:鹿児島実3-0、3回戦:小山2-1、準々決勝:星稜0-1）
- 1977年1月2日 - 国立出場（1回戦:日大山形2-0、2回戦:川島1-5）
- 1977年3月 - 甲子園出場（1回戦:酒田東10-0、2回戦:箕島0-10)
- 1977年8月 - 甲子園出場（2回戦:水島工9-2、3回戦:広島商1-0、準々決勝:東洋大姫路3-8)
- 1978年3月 - 甲子園出場（1回戦:桐生1-3）
- 1978年8月 - 甲子園出場（2回戦:我孫子3-2、3回戦:東筑4-1、準々決勝:岡山東商5-6）
- 1996年3月 - 家政科を廃止

## 著名な卒業生
- 赤嶺賢勇 - 元プロ野球選手 （巨人）
- 石嶺和彦 - 元プロ野球選手 （阪急、オリックス～阪神）
- 當間盛夫 - 沖縄県議会議員
- 金城茉奈 - ファッションモデル
- 宜保晴毅 - 元豊見城市長
- 山城智二 - お笑い芸人（有限会社FECオフィス社長）
- 山田マドカ - 那覇市議会議員

## 交通

### バス路線
| 運行事業者   | 路線・系統                            | 下車停留所   |
| ------------ | ------------------------------------- | ------------ |
| 那覇バス     | 6番（那覇おもろまち線） 45番 (与根線) | 豊見城高校前 |
| 琉球バス交通 | 105番 (豊見城市内一周線)              | 豊見城高校前 |